# Línea 512 (Interurbanos Madrid)
La línea 512 de la red de autobuses interurbanos de Madrid une el casco viejo del municipio de Alcorcón con Madrid, llegando hasta el intercambiador de Príncipe Pío.

## Características
Está operada por Arriva Madrid mediante la concesión administrativa VCM-501 - Madrid – Batres (Viajeros Comunidad de Madrid) del Consorcio Regional de Transportes de Madrid.
Desde el miércoles 15 de enero de 2025, la línea se vio modificada como consecuencia del soterramiento del Paseo de Extremadura, acortando su recorrido hasta Cuatro Vientos, donde los autobuses del corredor 5 tendrán su cabecera provisional mientras duren las obras.

### Frecuencias
| Lunes a viernes laborables lectivos (1 sept. - 31 julio)     |                |
| A 6:10 - 6:25 - 6:35                                         |                |
| De 6:45 a 22:01                                              | cada 7-10 min  |
| De 22:01 a 0:00                                              | cada 10-15 min |
| A 0:15 - 0:30 - 0:45 - 1:00                                  |                |
| Lunes a viernes laborables no lectivos (1 sept. - 31 julio)  |                |
| De 6:06 a 0:00                                               | cada 8-15 min  |
| A 0:15 - 0:30 - 0:45 - 1:00                                  |                |
| Lunes a viernes laborables (Agosto)                          |                |
| De 6:07 a 23:55                                              | cada 10-15 min |
| A 0:10 - 0:30 - 0:50                                         |                |
| Sábados laborables, domingos y festivos (1 sept. - 30 junio) |                |
| A 6:07 - 6:22 - 6:37 - 6:52 - 7:12                           |                |
| De 7:29 a 23:59                                              | cada 15 min    |
| A 0:14 - 0:29 - 0:44                                         |                |
| Sábados laborables, domingos y festivos (Julio y agosto)     |                |
| A 6:05                                                       |                |
| De 6:40 a 7:40                                               | cada 20 min    |
| A 8:00 - 8:05 - 8:25 - 8:30                                  |                |
| De 8:30 a 22:50                                              | cada 20 min    |
| A 23:05 - 23:10 - 23:20 - 23:25- 23:40 - 24:00               |                |
| A 0:20 - 0:40                                                |                |

| Lunes a viernes laborables lectivos (1 sept. - 31 julio)     |                |
| A 5:30 - 5:40 - 5:50                                         |                |
| De 6:00 a 21:31                                              | cada 7-10 min  |
| De 21:31 a 23:20                                             | cada 10-15 min |
| A 23:35 - 23:50 - 0:05 - 0:20                                |                |
| Lunes a viernes laborables no lectivos (1 sept. - 31 julio)  |                |
| De 5:30 a 23:30                                              | cada 8-15 min  |
| A 23:45 - 24:00 - 0:15 - 0:30                                |                |
| Lunes a viernes laborables (Agosto)                          |                |
| De 5:37 a 23:20                                              | cada 10-15 min |
| A 23:35 - 23:50 - 0:10                                       |                |
| Sábados laborables, domingos y festivos (1 sept. - 30 junio) |                |
| A 5:37 - 5:52                                                |                |
| De 6:07 a 23:22                                              | cada 15 min    |
| A 23:37 - 23:52 - 0:07                                       |                |
| Sábados laborables, domingos y festivos (Julio y agosto)     |                |
| A 5:40                                                       |                |
| De 6:10 a 23:30                                              | cada 20 min    |
| A 23:50 - 0:10                                               |                |

1. ↑  Consorcio Regional de Transportes de Madrid. «Alternativas de transporte público durante las obras de soterramiento de la A-5». Consultado el 12 de enero de 2025.
2. 1 2 3 4 5 6 7 8 9 10 11 12 13 14 15 16  Salen de la glorieta de San Vicente.
3. 1 2 3 4 5 6 7 8 9 10  Sólo sábados laborables.
4. 1 2 3 4  Sólo domingos y festivos.
5. 1 2 3 4 5 6 7 8 9 10 11 12 13 14 15 16  Llegan a la glorieta de San Vicente.

## Recorrido y paradas
NOTA: Debido a las obras de soterramiento de la autovía A-5, las paradas sombreadas en rojo se encuentran fuera de servicio, desde el 15 de enero de 2025 hasta fin de obras.

### Sentido Alcorcón
| Código                                                     | Parada                                      | Común con                                                                                         | Conexiones con Metro y Cercanías | Municipio | Zona |
| ---------------------------------------------------------- | ------------------------------------------- | ------------------------------------------------------------------------------------------------- | -------------------------------- | --------- | ---- |
| 17051                                                      | Intercambiador de Príncipe Pío (dársena 30) |                                                                                                   | Príncipe Pío                     | Madrid    |      |
| Cabecera de las expediciones que salen desde la superficie |                                             |                                                                                                   |                                  |           |      |
| 8372                                                       | Glorieta San Vicente                        | 522 523 N501 N502 N503                                                                            | Príncipe Pío                     | Madrid    |      |
| Paradas del itinerario normal                              |                                             |                                                                                                   |                                  |           |      |
| 881                                                        | Paseo de Extremadura-El Greco               | 36 39 65 511 513 514 516 518 521 522 523 524 525 528 534 538 539 541 545 546 547 548 551 581      |                                  | Madrid    |      |
| 892                                                        | Campamento                                  | 36 39 495 511 513 514 516 518 521 522 523 524 525 528 534 538 539 541 545 546 547 548 551 573 581 | Campamento                       | Madrid    |      |
| 50048                                                      | P.º Extremadura - Cuatro Vientos            | 495 511 513 514 516 517 518 521 522 523 524 525 528 534 538 539 551 560 581                       | Cuatro Vientos                   | Madrid    |      |
| 08376                                                      | Ctra. A-5 - Museo del Aire y del Espacio    | 511 513 514 516 517 518 521 522 523 524 525 528 534 538 539 560                                   |                                  | Madrid    |      |
| 08466                                                      | Ctra. A-5 - Pol. Ind. Industrias Especiales |                                                                                                   |                                  | Alcorcón  |      |
| 09367                                                      | P.º Castilla - San Isidro                   | 450                                                                                               | Alcorcón Central                 | Alcorcón  |      |
| 08477                                                      | Cáceres - Torrijos                          | 450                                                                                               |                                  | Alcorcón  |      |
| 08480                                                      | Cáceres - Pza. San Pedro Bautista           | 450 1                                                                                             |                                  | Alcorcón  |      |
| 08482                                                      | Cantos - Zamora                             | 1                                                                                                 |                                  | Alcorcón  |      |
| 08483                                                      | Cantos - Mayor                              | 1                                                                                                 |                                  | Alcorcón  |      |
| 08486                                                      | Cantos - Polideportivo                      | 1                                                                                                 |                                  | Alcorcón  |      |
| 08485                                                      | Olímpico Fco. Fdez. Ochoa - Av. Oeste       | 450 2                                                                                             |                                  | Alcorcón  |      |
| 08492                                                      | Escolares - Centro de Salud                 | 450                                                                                               |                                  | Alcorcón  |      |
| 08528                                                      | Polvoranca - Olímpico Fco. Fdez. Ochoa      | 513                                                                                               |                                  | Alcorcón  |      |

### Sentido Madrid
| Código                                                     | Parada                                         | Común con                                                                                  | Conexiones con Metro y Cercanías | Municipio | Zona |
| ---------------------------------------------------------- | ---------------------------------------------- | ------------------------------------------------------------------------------------------ | -------------------------------- | --------- | ---- |
| 08528                                                      | Polvoranca - Olímpico Fco. Fdez. Ochoa         | 513                                                                                        |                                  | Alcorcón  |      |
| 13175                                                      | Polvoranca - Centro de Salud                   | 513                                                                                        |                                  | Alcorcón  |      |
| 08488                                                      | Olímpico Fco. Fdez. Ochoa - Av. A. José Aranda | 2                                                                                          |                                  | Alcorcón  |      |
| 08487                                                      | Cantos - Av. A. José Aranda                    | 1                                                                                          |                                  | Alcorcón  |      |
| 08484                                                      | Cantos - Mayor                                 | 1                                                                                          |                                  | Alcorcón  |      |
| 08530                                                      | Cantos - Zamora                                | 1                                                                                          |                                  | Alcorcón  |      |
| 08481                                                      | Cáceres - Iglesia                              | 1                                                                                          |                                  | Alcorcón  |      |
| 08842                                                      | Robles - Casa de la Cultura                    | 520 1 2                                                                                    |                                  | Alcorcón  |      |
| 08474                                                      | Av. Móstoles - Est. Alcorcón Central           |                                                                                            | Alcorcón Central                 | Alcorcón  |      |
| 08465                                                      | Ctra. A-5 - Bellas Vistas                      |                                                                                            |                                  | Alcorcón  |      |
| 08377                                                      | Ctra. A-5 - Museo del Aire y del Espacio       | 511 513 514 516 517 518 521 522 523 524 525 528 534 538 539 560                            |                                  | Madrid    |      |
| 08464                                                      | P.º Extremadura - Cuatro Vientos               | 495 511 513 514 516 517 518 521 522 523 524 525 528 534 538 539 551 560 581                | Cuatro Vientos                   | Madrid    |      |
| 893                                                        | Campamento                                     | 39 495 511 513 514 516 518 521 522 523 524 525 528 534 538 539 541 545 546 547 548 551 581 | Campamento                       | Madrid    |      |
| 885                                                        | Surbatán                                       | 36 39 511 513 514 516 518 521 522 523 524 525 528 534 538 539 541 545 546 547 548 551 581  |                                  | Madrid    |      |
| Terminal de las expediciones que terminan en la superficie |                                                |                                                                                            |                                  |           |      |
| 8372                                                       | Glorieta San Vicente                           | 522 523 N501 N502 N503                                                                     | Príncipe Pío                     | Madrid    |      |
| Terminal del itinerario normal                             |                                                |                                                                                            |                                  |           |      |
| 17051                                                      | Intercambiador de Príncipe Pío (dársena 30)    |                                                                                            | Príncipe Pío                     | Madrid    |      |